# Handelsmarine

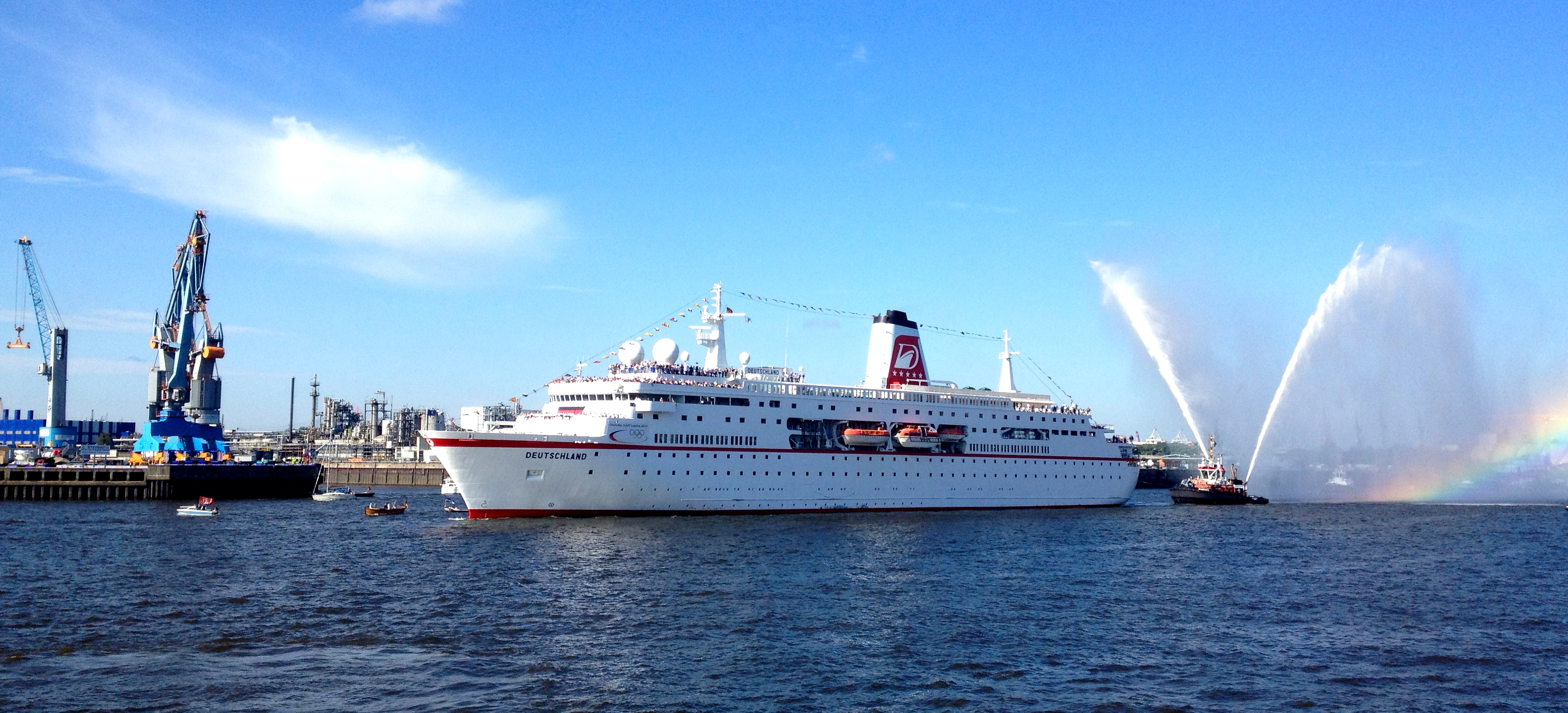
Die Deutschland, ein Schiff der bahamaischen Handelsmarine

Eine Handelsmarine oder Handelsflotte ist die Summe der Handelsschiffe eines Landes.
Schiffstypen der Handelsmarine sind vor allem Frachtschiffe aller Art, Schiffe für Personenbeförderung (Fähren und Kreuzfahrtschiffe), jedoch nicht Schiffe der Hochseefischerei (siehe Handelsschiff). Im Einzelnen gehören nur solche Seeschiffe zur Handelsmarine, die klassifiziert und im Schiffsregister eingetragen sind (in Deutschland rechtlich „Kauffahrteischiffe“ seit 19. Jh.). Ein Schiff der Handelsmarine führt die Flagge des Staates, in dem es registriert ist und unterliegt dessen Steuer-, Umwelt- und arbeitsrechtlichen Regelungen.
Die auf den Seefahrzeugen zu zeigenden Handelsflaggen einiger Staaten weichen von deren Nationalflagge ab. Für Österreich und Deutschland ist das nicht der Fall, in der Schweiz besteht nur zum Teil ein Unterschied hinsichtlich des Formats (2:3).
Der Begriff Handelsmarine wird auch im Seerecht, Völkerrecht, Europarecht und Handelsrecht verwendet.

## Handelsflotten heute
Die Gesamtheit der Handelsmarine (Welthandelsflotte) umfasste 1999 eine Bruttoraumzahl (BRZ) von 543,6 Mio. Auf Deutschland entfielen davon 6,5 Mio. BRZ (mit einem Durchschnittsalter von drei Jahren). Die weltweit größten Handelsflotten hatten 2019 aufgrund von ausgeflaggten Schiffen Panama (215,9 Mio. BRZ) und Liberia (124,1 Mio. BRZ). 
Während der Weltwirtschaftskrise 2009/10 waren viele Handelsschiffe aufgelegt oder fuhren nur mit deutlich reduzierter Geschwindigkeit, um Kraftstoff zu sparen („slow steaming“). Eine Schifffahrtskrise durch ein Überangebot an Laderaum begann. Zu viele Schiffe waren bestellt bzw. gebaut worden und kamen nach Fertigstellung an den Markt, während gleichzeitig das Ladungsaufkommen zurückging (siehe auch Schweinezyklus). Bis Mitte 2013 hatte es sich nicht nachhaltig erholt. Frachtraten (= Transportpreis) und Charterraten (Mietpreis für ein Schiff) brachen ein. Besonders betroffen waren die in Deutschland stark verbreiteten Charterreedereien.
| Land            | Millionen BRZ (Stand 2013) | Anzahl der Schiffe (Stand 2016) |
| --------------- | -------------------------- | ------------------------------- |
| Panama          | 215,9                      | 6.517                           |
| Liberia         | 124,1                      | 3.036                           |
| Marshall-Inseln | 90,3                       | 2.681                           |
| Hongkong        | 85,3                       | 2.271                           |
| Singapur        | 67,6                       | 2.208                           |
| Malta           | 49,6                       | 1.757                           |
| Bahamas         | 48,2                       | 1.132                           |
| Griechenland    | 41,5                       | 1.044                           |
| VR China        | 41                         | 2.818                           |
| Republik Zypern | 29,3                       | 829                             |

2024 war die deutsche Handelsflotte die siebtgrößte der Welt. Über die Hälfte der Schiffe waren Containerschiffe.